# Selvíria
Selvíria est une municipalité brésilienne de l'État de Mato Grosso do Sul et la Microrégion de Paranaíba.